# نادي سالامانكا
نادي سالامانكا هو نادي كرة قدم من مدينة سالامانكا بإسبانيا. يلعب في الدرجة الثالثة. تأسس في عام 1923.

## وصلات خارجية
- موقع النادي الرسمي